# Fokker D IV
Die Fokker D IV (Werksbezeichnung M 21) war ein deutsches Jagdflugzeug im Ersten Weltkrieg. Es kam sowohl bei der Fliegertruppe des Kaiserreiches zum Einsatz als auch bei den k.u.k. Luftfahrtruppen Österreich-Ungarns, dort unter der Bezeichnung D II.

## Entwicklung
Die D IV wurde 1916 als Weiterentwicklung der D I entworfen und war die letzte Konstruktion von Fokker-Chefkonstrukteur Martin Kreutzer, der im Juni des Jahres mit einer D I verunglückte. Es wurden wahrscheinlich drei Prototypen aufgelegt, deren erster nach dem Tod Kreutzers im August/September 1916 mit der Werknummer 782 fertiggestellt und eingeflogen wurde. Er unterschied sich vom Vorgängermuster durch einen stärkeren 160-PS-Motor und ein Tragwerk größerer Spannweite bei leichter Pfeilung der oberen Tragfläche. Noch im September wurde ein Auftrag über 40 Stück erteilt, die die Nummern 1640/16–1679/16 erhielten. Das erste Serienflugzeug erschien Ende des Monats und wurde mit einer gerundeten, aerodynamischeren Bugsektion mit entsprechend angepasstem, vergrößertem Spinner ausgestattet und von den Fokker-Werken ausgiebigen Tests unterzogen. Am 2. Oktober begann bei der Inspektion der Fliegertruppe (Idflieg) in Adlershof die statische Festigkeitserprobung, die einige strukturelle Schwächen wie zu schwach ausgelegte Flächenholme, Rippenbefestigungen oder generell des Leitwerks offenbarte. Die Beseitigung zog sich den Oktober über hin und ging Hand in Hand mit ähnlichen Problemen, die zeitgleich die gesamte Fokker-Serie von der D I bis zur D IV betrafen. Dazu kam, dass die im gleichen Zeitraum in Dienst gestellten Konkurrenzmuster Albatros D I und D II bessere Leistungsparameter erreichten. Daraus resultierend wurden mit Wirkung vom 6. Dezember 1916 sämtliche Fokker-D-Typen aus der ersten Linie zurückgezogen und den Heimatschutzstaffeln übergeben.
Zeitgleich mit dem Fokker erteilten Serienauftrag erhielt auch die Ungarische allgemeine Maschinenfabrik (MAG) in Budapest-Mátyásföld im August 1916 die Order zur Produktion von für die k.u.k Luftfahrttruppen bestimmten 34 D IV, die im April 1917 auf 42 erweitert wurde. Die als D II (MAG) bezeichneten ungarischen Lizenzbauten erhielten stärkere österreichische Austro-Daimler-Antriebe und wurden ab Januar 1917 hergestellt. Die staatlichen Tests begannen am 24. März in Aspern, zogen sich aber wegen konzeptioneller Fragen den Kühler- und Waffeneinbau betreffend bis in den Dezember des Jahres hin, so dass die Flugzeuge, als sie der Truppe im Januar 1918 zuliefen, bereits völlig veraltet waren und nur noch für die Schulung von Jagdpiloten eingesetzt wurden. Noch 1920 erhielt die ČSR das Angebot zum Kauf von 15 dieser D II.
Im Auftrag Schwedens wurden noch vier weitere D IV mit den Werknummern 1662–1665 produziert. Sie erhielten 150 PS starke Bz-III-Antriebe von Benz & Cie. und wurden im März 1918 als 5850/17–5853/17 ausgeliefert.

## Konstruktion
Die Fokker D IV ist ein zweistieliger, verspannter Doppeldecker in Gemischtbauweise mit einem in einer senkrechten Schneide auslaufenden Rumpf mit rechteckigem Querschnitt. Dieser besteht aus einem stoffbespannten und mit Draht ausgekreuzten, lediglich im Motorbereich mit Aluminiumblechen beplankten Stahlrohrgerüst. Die beiden Tragflächen sind zweiholmige Holzkonstruktionen mit Stoffbespannung und 17° Staffelung, verbunden durch I-Stiele. Der Baldachin besteht aus Stahlrohr mit Holzbeplankung. Die Querruder sind aerodynamisch ausgeglichen und nur am Oberflügel angebracht. Das Leitwerk ist ein freitragendes, stoffbespanntes Stahlrohrskelett. Das Fahrwerk besteht aus zwei Haupträdern mit durchgehender Achse sowie mit Draht ausgekreuzten Stahlrohr-V-Streben und Gummiseilfederung. Am Rumpfende ist der hölzerne und gummigefederte Hecksporn an einem Strebengerüst aus vier Stahlrohren befestigt. Die hinterste Strebe dient gleichzeitig als Drehlager für das Seitenruder.

## Technische Daten

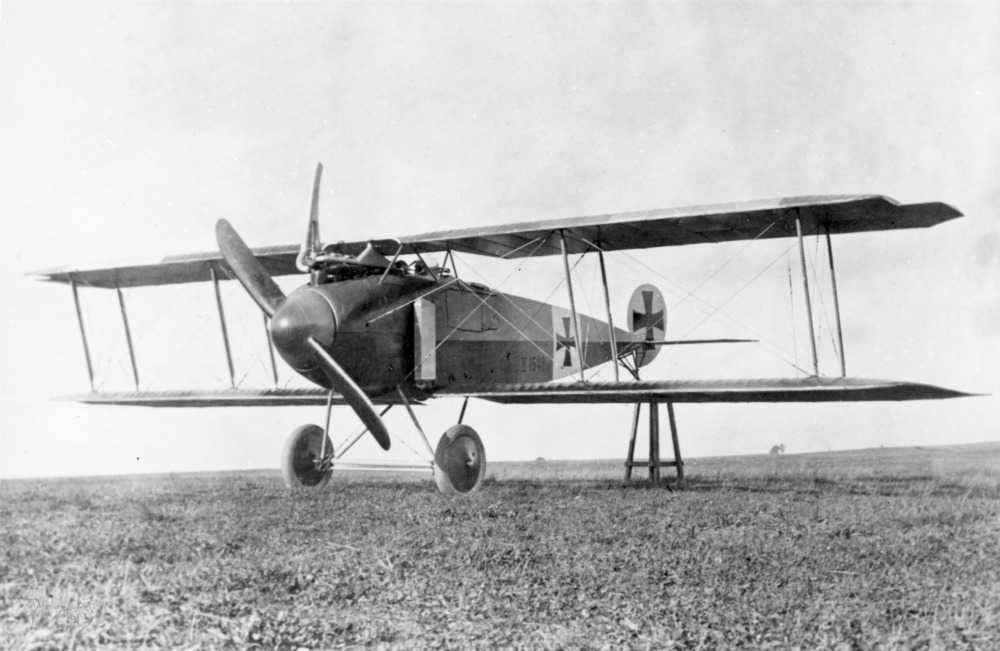
Das erste Serienexemplar mit vergrößertem Spinner wurde von Fokker lange erprobt und erst im März 1917 an die Truppe ausgeliefert

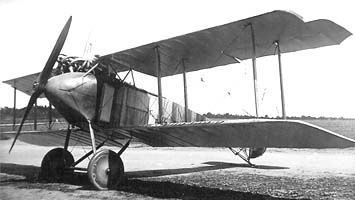
Schwedische D IV mit Benz Bz III

| Kenngröße             | Daten (D IV) | Daten (D II (MAG))                                                                            |
| --------------------- | --- | --------------------------------------------------------------------------------------------- |
| Besatzung             | 1 | 1                                                                                             |
| Spannweite            | 9,70 m | 10,20 m                                                                                       |
| Länge                 | 6,30 m | 6,70 m                                                                                        |
| Höhe                  | 2,42 m | 2,55 m                                                                                        |
| Flügelfläche          | 21 m² |                                                                                               |
| Flügelstreckung       | 4,48 |                                                                                               |
| Leermasse             | 606 kg | 645 kg                                                                                        |
| Startmasse            | 841 kg | 865 kg                                                                                        |
| Antrieb               | ein wassergekühlter Sechszylinder-Viertakt-Reihenmotor mit starrer Zweiblatt-Holzluftschraube                    | ein wassergekühlter Sechszylinder-Viertakt-Reihenmotor mit starrer Zweiblatt-Holzluftschraube |
| Typ                   | Mercedes D III                                                                                                   | Austro-Daimler AD 6                                                                           |
| Nennleistung          | 160 PS (118 kW) bei 1420/min                                                                                     | 185 PS (136 kW) bei 1400/min                                                                  |
| Kraftstoffvorrat      | 70 l | 70 l                                                                                          |
| Höchstgeschwindigkeit | 160 km/h | 175 km/h                                                                                      |
| Steigzeit             | 3 min auf 1000 m Höhe 5 min auf 2000 m Höhe 12 min auf 3000 m Höhe 20 min auf 4000 m Höhe 30 min auf 5000 m Höhe | 3,1 min auf 1000 m Höhe 11 min auf 3000 m Höhe 34,9 min auf 5000 m Höhe                       |
| Dienstgipfelhöhe      | 5000 m |                                                                                               |
| Reichweite            | 220 km |                                                                                               |
| Flugdauer             | 1,5 h |                                                                                               |
| Bewaffnung            | zwei starre 7,92-mm-Spandau-MG oder lMG 08/15                                                                    | zwei starre 7,92-mm-Spandau-MG oder lMG 08/15                                                 |